# Prix de Diane
Groupe I

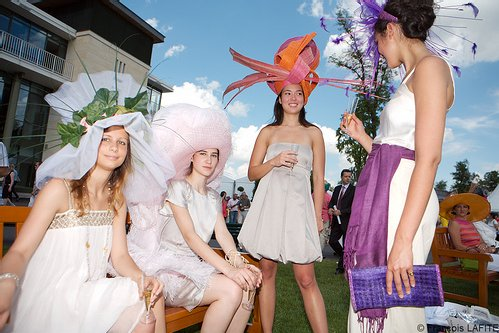
Les élégantes au Prix de Diane 2009.

Le Prix de Diane est une course hippique française de Groupe I qui se court au mois de juin, sur la distance de 2 100 mètres. Il sacre la meilleure pouliche de 3 ans, dans une ambiance de ferveur sportive et de pique-nique chic à l'hippodrome de Chantilly. Considéré comme le prix de l'élégance et de la distinction, grâce notamment à son défilé de chapeaux, ce rendez-vous fut créé en 1843. Il attire tous les ans près de 30 000 personnes. Cette course suit le Prix du Jockey-Club qui a lieu une ou deux semaines auparavant sur le même hippodrome et qui, lui, consacre le meilleur poulain de 3 ans. Baptisé « French Oaks » par les Britanniques, il est le pendant français des Oaks d'Epsom anglaises et des Oaks d'Irlande. L'allocation s'élève à 1 000 000 €.

## Historique
La première course, qui s'est déroulée le 18 mai 1843, n'obtient alors que peu d'écho. Il n'y a que 6 partantes et la cour de Louis-Philippe est absente car en deuil du prince Ferdinand-Philippe d'Orléans, fils ainé du roi. 
Comme le prix du Jockey Club, la course a lieu à Versailles en 1848, n'a pas lieu en 1871 du fait de l'occupation prussienne, pendant la Première Guerre mondiale entre 1915 et 1918, mais se déroule à l'hippodrome de Longchamp entre 1919 et 1920 et en 1936. La course se déroule à nouveau à Paris et au Tremblay pendant la Seconde Guerre mondiale et un peu après. La réunion est annulée en 1975 du fait d'une grève de lads. 
Elle est ouverte aux pouliches nées et élevées à l'étranger en 1947, mais le premier vainqueur étranger n'arrive qu'en 1970. En 1974, Highclere, qui appartient à la reine Élisabeth II, remporte la course.
De 1977 à 1982, le prix a été parrainé par la marque Revlon, de 1983 à 2007, par la marque de luxe Hermès et depuis 2011 par la marque Longines.

## Records
- Meilleur temps : 2'03"77, Trêve, 2013
- Propriétaire : Aga Khan - 7 victoires - Shemaka (1993), Vereva (1997), Zainta (1998), Daryaba (1999), Zarkava (2008), Sarafina (2010), Valyra (2012)
- Entraîneurs : Henry Jennings - 9 victoires - Nativa (1843), Lanterne (1844), Dorade (1846), Sérénade (1848), Fleur de Marie (1850), Géologie (1859), Surprise (1860), Destinée (1874), Tyrolienne (1875)
- Jockeys :   
  - Spreoty - 5 victoires -  Serenade (1848), Hervine (1851), Dame d'Honneur (1858), Mademoiselle de Chantilly (1857), Étoile du Nord (1858)
  - Charles Pratt - 5 victoires - Géologie (1859), Finlande (1861), Stradella (1862), Fille de l'Air (1864), Sornette (1870)
  - Yves Saint-Martin - 5 victoires - La Sega (1962), Rescousse (1972), Allez France (1973), Pawneese (1976), Madelia (1977)
  - Gérald Mossé - 5 victoires - Resless Kara (1988), Shemaka (1993), Vereva (1997), Zainta (1998), Daryaba (1999)

## Palmarès depuis 1969
| Année | Vainqueur          | Pays          | Père              | Jockey                | Entraîneur             | Propriétaire           | Deuxième           | Troisième          | Temps         |
| ----- | ------------------ | ------------- | ----------------- | --------------------- | ---------------------- | ---------------------- | ------------------ | ------------------ | ------------- |
| 2025  | Gezora             | France        | Almanzor          | Christophe Soumillon  | Francis-H. Graffard    | White Birch Farm       | Bedtime Story      | Cankoura           | 2'06"57       |
| 2024  | Sparkling Splenty  | France        | Kingman           | Tony Piccone          | Patrice Cottier        | Jean-Pierre Dubois     | Survie             | Tamfana            | 2'07''64      |
| 2023  | Blue Rose Cen      | France        | Churchill         | Aurélien Lemaître     | Christopher Head       | Yeguada Centurion      | Never Ending Story | Tasmania           | 2'05"90       |
| 2022  | Nashwa             | Royaume-Uni   | Frankel           | Hollie Doyle          | John & Thady Gosden    | Imad Al Sagar          | La Parisienne      | Rosacea            | 2'06"63       |
| 2021  | Joan of Arc        | Irlande       | Galileo           | Ioritz Mendizabal     | Aidan O'Brien          | Smith, Magnier & Tabor | Philomène          | Burgarita          | 2'09"06       |
| 2020  | Fancy Blue         | Irlande       | Deep Impact       | Pierre-Charles Boudot | Donnacha O'Brien       | Smith, Magnier & Tabor | Alpine Star        | Peaceful           | 2'05"46       |
| 2019  | Channel            | France        | Nathaniel         | Pierre-Charles Boudot | Francis-Henri Graffard | Samuel de Barros       | Commes             | Grand Glory        | 2'08"70       |
| 2018  | Laurens            | Royaume-Uni   | Siyouni           | P.-J. Mc Donald       | Karl Burke             | John Dance             | Musis Amica        | Homérique          | 2'06"11       |
| 2017  | Senga              | France        | Blame             | Stéphane Pasquier     | Pascal Bary            | Famille Niárchos       | Sistercharlie      | Terrakova          | 2'05"97       |
| 2016  | La Cressonnière    | France        | Le Havre          | Cristian Demuro       | Jean-Claude Rouget     | G.Augustin-Normand     | Left Hand          | Volta              | 2'09"45       |
| 2015  | Star of Seville    | Royaume-Uni   | Duke of Marmalade | Lanfranco Dettori     | John Gosden            | Lady Bamford           | Physiocrate        | Little Nightingale | 2'05"69       |
| 2014  | Avenir Certain     | France        | Le Havre          | Grégory Benoist       | Jean-Claude Rouget     | Antonio Caro           | Amour à Papa       | Xcellence          | 2'05"37       |
| 2013  | Trêve              | France        | Motivator         | Thierry Jarnet        | Christiane Head-Maarek | Haras du Quesnay       | Chicquita          | Silasol            | 2'03"77       |
| 2012  | Valyra             | France        | Azamour           | Johnny Murtagh        | Jean-Claude Rouget     | S.A. Aga Khan          | Beauty Parlour     | Rjwa               | 2'10"10       |
| 2011  | Golden Lilac       | France        | Galileo           | Maxime Guyon          | André Fabre            | Gestüt Ammerland       | Galikova           | Glorious Sight     | 2'07"90       |
| 2010  | Sarafina           | France        | Refuse to Bend    | Christophe Lemaire    | Alain de Royer-Dupré   | S.A. Aga Khan          | Rosanara           | Sandbar            | 2'07"80       |
| 2009  | Stacelita          | France        | Monsun            | Christophe Lemaire    | Jean-Claude Rouget     | Martin Schwartz        | Tamazirte          | Plumania           | 2'06"20       |
| 2008  | Zarkava            | France        | Zamindar          | Christophe Soumillon  | Alain de Royer-Dupré   | S.A. Aga Khan          | Gagnoa             | Goldikova          | 2'07"10       |
| 2007  | West Wind          | France        | Machiavellian     | Lanfranco Dettori     | Henri-Alex Pantall     | Cheikh Mohammed        | Mrs Lindsay        | Diyakalanie        | 2'06"30       |
| 2006  | Confidential Lady  | Royaume-Uni   | Singspiel         | Sebastian Sanders     | Sir Mark Prescott      | Cheveley Park Stud     | Germance           | Queen Cleopatra    | 2'05"90       |
| 2005  | Divine Proportions | France        | Kingmambo         | Christophe Lemaire    | Pascal Bary            | Famille Niárchos       | Argentina          | Paita              | 2'06"30       |
| 2004  | Latice             | France        | Inchinor          | Christophe Soumillon  | Jean-Marie Béguigné    | Enrico Ciampi          | Millionaia         | Grey Lilas         | 2'07"         |
| 2003  | Nebraska Tornado   | France        | Storm Cat         | Richard Hughes        | André Fabre            | Khalid Abdullah        | Time Ahead         | Musical Chimes     | 2'08"10       |
| 2002  | Bright Sky         | France        | Wolfhound         | Dominique Bœuf        | Elie Lellouche         | Écurie Wildenstein     | Dance Routine      | Ana Marie          | 2'07"60       |
| 2001  | Aquarelliste       | France        | Danehill          | Dominique Bœuf        | Elie Lellouche         | Daniel Wildenstein     | Nadia              | Time Away          | 2'09"50       |
| 2000  | Egyptband          | France        | Dixieland Band    | Olivier Doleuze       | Christiane Head-Maarek | Wertheimer & Frère     | Volvoreta          | Goldamix           | 2'08"50       |
| 1999  | Daryaba            | France        | Night Shift       | Gérald Mossé          | Alain de Royer-Dupré   | S.A. Aga Khan          | Star of Akkar      | Visionnaire        | 2'16"10       |
| 1998  | Zainta             | France        | Kahyasi           | Gérald Mossé          | Alain de Royer-Dupré   | S.A. Aga Khan          | Abbatiale          | Insight            | 2'11"20       |
| 1997  | Vereva             | France        | Kahyasi           | Gérald Mossé          | Alain de Royer-Dupré   | S.A. Aga Khan          | Mousse Glacée      | Brilliance         | 2'08"20       |
| 1996  | Sil Sila           | Royaume-Uni   | Marju             | Cash Asmussen         | Bryan Smart            | Luis Alvarez-Cervera   | Miss Tahiti        | Matiya             | 2'07"30       |
| 1995  | Carling            | France        | Garde Royale      | Thierry Thulliez      | Corinne Barbe          | Écurie Delbart         | Matiara            | Tryphosa           | 2'07"70       |
| 1994  | East of The Moon   | France        | Private Account   | Cash Asmussen         | François Boutin        | Stavros Niarchos       | Her Ladyship       | Agathe             | 2'07"30       |
| 1993  | Shemaka            | France        | Nishapour         | Gérald Mossé          | Alain de Royer-Dupré   | S.A. Aga Khan          | Baya               | Dancienne          | 2'16"00       |
| 1992  | Jolypha            | France        | Lyphard           | Pat Eddery            | André Fabre            | Khalid Abdullah        | Sheba Dancer       | Verveine           | 2'09"05       |
| 1991  | Caerlina           | France        | Caerleon          | Eric Legrix           | Jean de Roualle        | K. Nitta               | Magic Night        | Louve Romaine      | 2'10"50       |
| 1990  | Rafha              | Royaume-Uni   | Diesis            | Willy Carson          | Henry Cecil            | Prince Faisal          | Moon Cactus        | Air de Rien        | 2'11"70       |
| 1989  | Lady in Silver     | Royaume-Uni   | Silver Hawk       | Tony Cruz             | Roger Wojtowiez        | Abdul Karim            | Louveterie         | Premier Amour      | 2'10"60       |
| 1988  | Resless Kara       | France        | Akarad            | Gérald Mossé          | François Boutin        | Jean-Luc Lagardère     | Rivière d'Or       | Raintree Renegade  | 2'07"50       |
| 1987  | Indian Skimmer     | Royaume-Uni   | Storm Bird        | Steve Cauthen         | Henry Cecil            | Cheikh Mohammed        | Miesque            | Masmouda           | 2'11"40       |
| 1986  | Lacovia            | France        | Majestic Light    | Freddy Head           | François Boutin        | Gerry Oldham           | Secret Form        | Galunpe            | 2'07"00       |
| 1985  | Lypharita          | France        | Lightning         | Lester Piggott        | André Fabre            | Luay Tewfik Al Swaidi  | Fitnah             | Persona            | 2'05"90       |
| 1984  | Northern Trick     | France        | Northern Dancer   | Cash Asmussen         | François Boutin        | Stavros Niarchos       | Grise Mine         | Pampa Bella        | 2'11"60       |
| 1983  | Escaline           | France        | Arctic Tern       | Gary W. Moore         | John Fellows           | Mrs John Fellows       | Smuggly            | Air Distingué      | 2'07"80       |
| 1982  | Harbour            | France        | Arctic Tern       | Freddy Head           | Christiane Head        | Écurie Aland           | Akiyda             | Paradise           | 2'16"80       |
| 1981  | Madam Gay          | Royaume-Uni   | Star Appeal       | Lester Piggott        | Paul Kelleway          | Geoffrey Kaye          | Val Derica         | April Run          | 2'06"50       |
| 1980  | Mrs Penny          | Royaume-Uni   | Great Nephew      | Lester Piggott        | Ian Balding            | Eric Kronfeld          | Aryenne            | Paranete           | 2'10"10       |
| 1979  | Dunette            | France        | Hard to Beat      | Georges Doleuze       | E. Chevalier du Fau    | Mrs Harry Love         | Three Troikas      | Producer           | 2'08"60       |
| 1978  | Reine de Saba      | France        | Lyphard           | Freddy Head           | Alec Head              | Jacques Wertheimer     | Cistus             | Calderina          | 2'09"40       |
| 1977  | Madelia            | France        | Caro              | Yves Saint-Martin     | Angel Penna            | Daniel Wildenstein     | Trillion           | Fabuleux Jane      | 2'10"30       |
| 1976  | Pawneese           | France        | Carvin            | Yves Saint-Martin     | Angel Penna            | Daniel Wildenstein     | Riverqueen         | Lagunette          | 2'09"00       |
| 1975  | pas d'édition      | pas d'édition | pas d'édition     | pas d'édition         | pas d'édition          | pas d'édition          | pas d'édition      | pas d'édition      | pas d'édition |
| 1974  | Highclere          | Royaume-Uni   | Queen's Hussar    | Joe Mercer            | Dick Hern              | The Queen              | Comtesse du Loir   | Odisea             | 2'07"70       |
| 1973  | Allez France       | France        | Sea Bird          | Yves Saint-Martin     | Albert Klimscha        | Daniel Wildenstein     | Dahlia             | Virunga            | 2'07"50       |
| 1972  | Rescousse          | France        | Emerson           | Yves Saint-Martin     | Geoffroy Watson        | Baron de Redé          | Prodice            | Paysanne           | 2'10"30       |
| 1971  | Pistol Packer      | France        | Gun Bow           | Freddy Head           | Alec Head              | Ghislaine Head         | Cambirizza         | Dixie              | 2'12"20       |
| 1970  | Sweet Mimosa       | Royaume-Uni   | Le Levanstell     | Bill Williamson       | Seamus McGrath         | Seamus McGrath         | Highest Hopes      | Pampered Miss      | 2'11"00       |
| 1969  | Crepellana         | France        | Crepello          | Roger Poincelet       | Maurice Vacquet        | Marcel Boussac         | Saraca             | Glaneuse           | 2'12"10       |

## Précédentes lauréates
- 1841 - Poetess
- 1842 - pas de course
- 1843 - Nativa
- 1844 - Lanterne
- 1845 - Suavita
- 1846 - Dorade
- 1847 - Wirthschaft
- 1848 - Sérénade
- 1849 - Vergogne
- 1850 - Fleur de Marie
- 1851 - Hervine
- 1852 - Bounty
- 1853 - Jouvence
- 1854 - Honesty
- 1855 - Ronzi
- 1856 - Dame d'Honneur
- 1857 - Mademoiselle de Chantilly
- 1858 - Étoile du Nord
- 1859 - Géologie
- 1860 - Surprise
- 1861 - Finlande
- 1862 - Stradella
- 1863 - La Toucques
- 1864 - Fille de l'Air
- 1865 - Deliane
- 1866 - Victorieuse
- 1867 - Jeune Première
- 1868 - Jenny
- 1869 - Peripetie
- 1870 - Sornette
- 1871 - pas de course
- 1872 - Little Agnes
- 1873 - Campêche
- 1874 - Destinée
- 1875 - Tyrolienne
- 1876 - Mondaine
- 1877 - La Jonchère
- 1878 - Brie
- 1879 - Nubienne
- 1880 - Versigny
- 1881 - Serpolette II
- 1882 - Mademoiselle de Senlis
- 1883 - Verte Bonne
- 1884 - Frégate
- 1885 - Barberine
- 1886 - Presta
- 1887 - Bavarde
- 1888 - Solagne
- 1889 - Crinière
- 1890 - Wandora
- 1891 - Primrose
- 1892 - Annita
- 1893 - Praline
- 1894 - Brisk
- 1895 - Kasbah
- 1896 - Liane
- 1897 - Roxelane
- 1898 - Cambridge
- 1899 - Germaine
- 1900 - Semendria
- 1901 - La Camargo
- 1902 - Kizil Kourgan
- 1903 - Rose de Mai
- 1904 - Profane
- 1905 - Clyde
- 1906 - Flying Star
- 1907 - Saint Astra
- 1908 - Médéah
- 1909 - Union
- 1910 - Marsa
- 1911 - Rose Verte
- 1912 - Qu'elle est Belle II
- 1913 - Moïa
- 1914 - Alerte VI
- 1915-1918 - pas de course
- 1919 - Quenouille
- 1920 - Flowershop
- 1921 - Doniazade
- 1922 - Pellsie
- 1923 - Quoi
- 1924 - Uganda
- 1925 - Aquatinte II
- 1926 - Dorina
- 1927 - Fairy Legend
- 1928 - Mary Legend
- 1929 - Ukrania
- 1930 - Commanderie
- 1931 - Pearl Cap
- 1932 - Perruche Bleue
- 1933 - Vendange
- 1934 - Adargatis
- 1935 - Péniche
- 1936 - Mistress Ford
- 1937 - En Fraude
- 1938 - Féerie
- 1939 - Lysistrata
- 1940 - pas de course
- 1941 - Sapotille II
- 1942 - Vigilance
- 1943 - Caravelle
- 1944 - Pointe à Pitre
- 1945 - Nikellora
- 1946 - Pirette
- 1947 - Montenica
- 1948 - Corteira
- 1949 - Bagheera
- 1950 - Aglaé Grace
- 1951 - Stratonice
- 1952 - Seria
- 1953 - La Sorellina
- 1954 - Tahiti
- 1955 - Douve
- 1956 - Apollonia
- 1957 - Cerisoles
- 1958 - Dushka
- 1959 - Barquette
- 1960 - Timandra
- 1961 - Hermières
- 1962 - La Sega
- 1963 - La Belle Ferronière
- 1964 - Belle Sicambre
- 1965 - Blabla
- 1966 - Fine Pearl
- 1967 - Gazala
- 1968 - Roselière